# Truth?
Truth? (estilizado em maiúsculas como TRUTH?) é o álbum de estreia solo do músico e compositor japonês Sugizo, lançado em 19 de novembro de 1997 pela Cross. O álbum experimental de drum'n'bass contou com a participação de vários músicos convidados e alcançou a décima segunda posição na Oricon.

## Visão geral e lançamento
No ano de 1997, após alcançar o topo da Oricon pela primeira vez com o álbum Style, o Luna Sea entrou em pausa e cada membro focou em suas carreiras solo. Sugizo estreou sua carreira solo em 9 de julho com o single "Lucifer", seguido pela turnê nacional Abstract Day. Uma versão remix do single chamada "Replicant Lucifer" foi lançada no mês seguinte. Em 10 de setembro, lançou "A Prayer" e assim como o anterior, uma versão remix chamada "Replicant Prayer" foi lançada.
Truth? foi lançado em CD e vinil em 19 de novembro de 1997, com os dois singles fazendo parte dele, pelo selo recém aberto pelo próprio Sugizo, Cross. O álbum conta com a participação de vários músicos, como Ryuichi Sakamoto no piano, Mick Karn no baixo e D-kiku. Em 21 de dezembro, assim como seus singles, foi lançada uma versão remix chamada Replicant Truth?.

### Relançamento
Em comemoração aos seus 20 anos de carreira solo, além de lançar Oneness M, Sugizo remasterizou e relançou Truth? em 25 de outubro de 2017. Ele também compilou os remixes "Replicant Lucifer", "Replicant Prayer" e "Replicant Truth?" em apenas um álbum, Replicants, lançado no mesmo dia.

## Recepção
Truth? alcançou décima segunda posição e manteve-se por 3 semanas na Oricon Albums Chart.
"Lucifer" alcançou a oitava posição na Oricon Singles Chart mantendo-se por quatro semanas, enquanto "A Prayer" alcançou a sétima e permaneceu cinco semanas. Na Planet Singles Chart, o segundo single estreou na sexta posição, ficando por duas semanas.
O álbum foi recebido com críticas mistas por ter sido uma mudança drástica da musicalidade prévia apresentada por Sugizo, no Luna Sea.

## Faixas
Todos os títulos são estilizados em maiúsculas, exceto "Le Fou" e "Femme Fatale".
 
Todas as músicas compostas por Sugizo.
| N.º            | Título         | Duração |  |
| 1.             | "Lucifer"      | 4:44    |  |
| 2.             | "The Cage"     | 5:12    |  |
| 3.             | "Kanon"        | 5:15    |  |
| 4.             | "Europa"       | 4:18    |  |
| 5.             | "Le Fou"       | 3:58    |  |
| 6.             | "Beauty"       | 5:42    |  |
| 7.             | "Chemical"     | 2:28    |  |
| 8.             | "Ein Sof"      | 1:16    |  |
| 9.             | "Missing"      | 6:01    |  |
| 10.            | "Sperma"       | 2:39    |  |
| 11.            | "Kind of Blue" | 4:30    |  |
| 12.            | "Femme Fatale" | 0:54    |  |
| 13.            | "Deliver..."   | 4:49    |  |
| 14.            | "A Prayer"     | 5:03    |  |
| 15.            | "Luna"         | 8:26    |  |
| Duração total: | Duração total: | 65:00   |  |

## Ficha técnica
- Sugizo – composição, produção

Músicos adicionais
- Ryuichi Sakamoto – piano
- Mick Karn – baixo